# Etheostoma pellucidum
Etheostoma pellucidum је зракоперка из реда Perciformes и породице гргеча (Percidae).

## Распрострањење
Врста има станиште у Канади и Сједињеним Америчким Државама.

## Станиште
Станиште врсте су слатководна подручја.

## Угроженост
Ова врста се сматра рањивом у погледу угрожености врсте од изумирања.